# Haus Speckhan

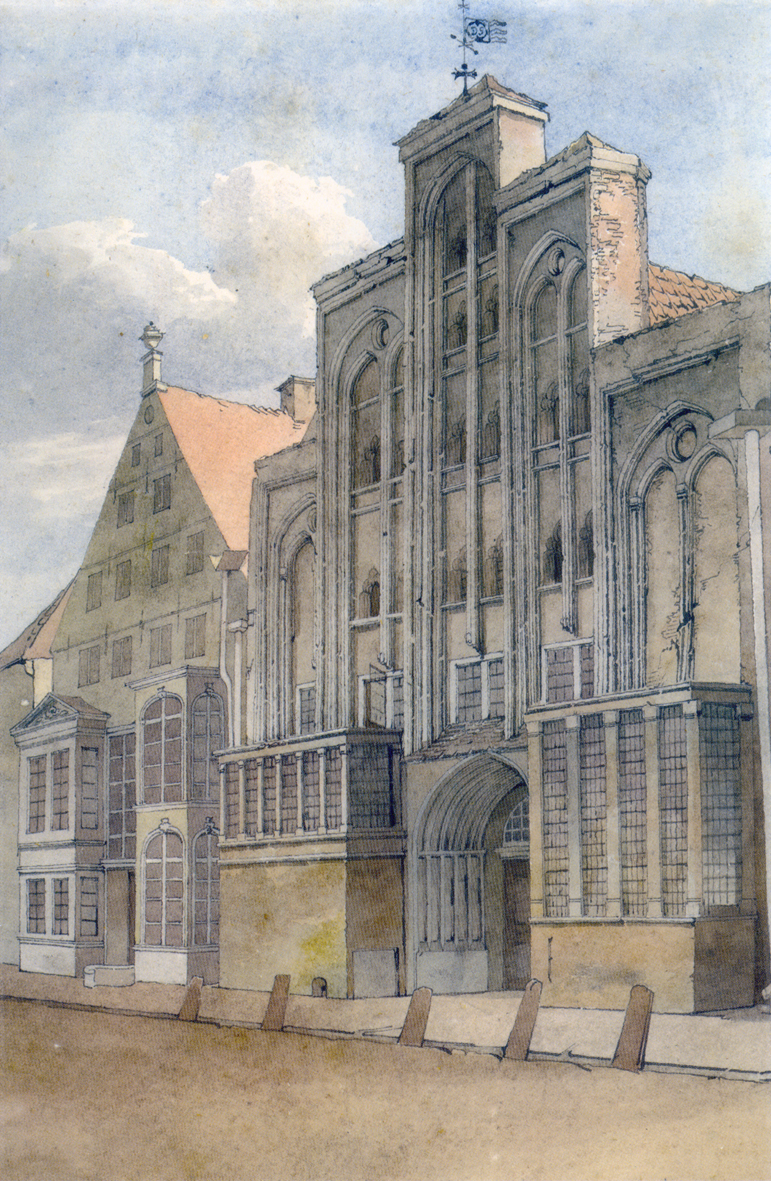
Das Speckhansche Haus (rechts) in einem Aquarell von George Ernest Papendiek kurz vor dem Abriss des Gebäudes im Jahre 1828

Das Haus Speckhan (auch Speckhansches Haus) war ein mittelalterliches Bürgerhaus in Bremen, das um 1470 erbaut und 1828 abgerissen wurde. Es stand in der Langenstraße Nummer 129 und galt als einer der herausragenden Bauten der Backsteingotik in der Stadt.

## Geschichte des Hauses
Über den Ursprung des „wohl großartigsten gotischen Bürgerhaus Bremens“ – so die Einschätzung des ehemaligen Bremer Denkmalpflegers Rudolf Stein – ist wenig bekannt, auf Grund seiner Größe und Erscheinung gilt jedoch als sicher, dass es in der zweiten Hälfte des 15. Jahrhunderts von einer bedeutenden und wohlhabenden Familie erbaut worden sein muss.
Mitte des 17. Jahrhunderts kam das Haus in den Besitz von Bürgermeister Statius Speckhan (1599–1679), nach dem es seinen später geläufigen Namen erhielt. Während der Belagerung Bremens im Zweiten Bremisch-Schwedischen Krieg 1666 wurde das Haus geplündert, da Speckhan als ehemaliger schwedischer Staatsrat verdächtigt wurde, auf einen Sieg der Belagerer zu setzen. Der dabei entstanden Schaden musste später von der Stadt beglichen werden.
Anfang des 19. Jahrhunderts diente das Gebäude als Packhaus für die Tabakhandlung Hermann Ernst, bevor es 1828 abgerissen wurde, um einem Neubau Platz zu machen.

## Gestalt des Hauses
Das Haus mit einer Breite von 14,20 Metern war eines der größten in der Langenstraße. Es verfügte über insgesamt sechs Stockwerke, vier davon im hohen dreistufigen, mit Dachziegeln gedeckten Staffelgiebel, dessen höchsten Punkt eine Wetterfahne zierte.
Den Eingang bildete ein leicht asymmetrisch angeordnetes großes Portal mit Spitzbogen und mehrfach abgestufter Laibung. Die ursprünglich vorhandenen Fenster im Erdgeschoss wurden um 1600 durch vorgebaute ebenerdige Erker, sogenannte Utluchten, ersetzt. Über den Utluchten unterteilte sich die Fassade in fünf langgezogene, nach innen abgestufte Rechteckfelder, die den Staffeln des Giebels entsprachen und von denen die beiden äußeren breiter waren als die drei inneren. Diese Flächen bildeten dabei spitzbogige Blendnischen, die wiederum in zwei schmalere Nischen untergliedert waren, über denen je eine kreisförmige Blende platziert war. Die eigentlichen Fensteröffnungen waren mit fünfgliedrigen Kleeblattbögen abgeschlossen. Waagerechte Sohlbänke durchbrachen die hoch aufragende senkrechte Gliederung der Fassade und trugen zu dessen markanter Erscheinung bei.
Rückwärtig grenzte das Grundstück des Hauses an die Balge, einen heutzutage verschwundenen Seitenarm der Weser.